# Cinclosoma
Genre
Synonymes
- Malleeavis Schodde & Mason, 1999[1]
- Samuela Mathews, 1912[1]

Cinclosoma est un genre d'oiseaux de la famille des Cinclosomatidae.

## Liste des espèces
Selon la classification de référence du Congrès ornithologique international (version 14.1, 2024) :
- Cinclosome pointillé - Cinclosoma punctatum - (Shaw, 1795)
  - Cinclosoma punctatum punctatum (Shaw, 1795)
  - Cinclosoma punctatum dovei Mathews, 1912
  - Cinclosoma punctatum anachoreta Schodde & Mason, IJ, 1999 †
- Cinclosome marron - Cinclosoma castanotum - Gould, 1840
- Cinclosome cuivré - Cinclosoma clarum - Morgan, 1926
  - Cinclosoma clarum clarum Morgan, 1926
  - Cinclosoma clarum fordianum Schodde & Mason, IJ, 1999
  - Cinclosoma clarum morgani Condon, 1951
- Cinclosome cannelle - Cinclosoma cinnamomeum - Gould, 1846
  - Cinclosoma cinnamomeum tirariense Schodde & Mason, IJ, 1999
  - Cinclosoma cinnamomeum cinnamomeum Gould, 1846
- Cinclosome de Nullarbor - Cinclosoma alisteri - Mathews, 1910
- Cinclosome à poitrine cannelle - Cinclosoma castaneothorax - Gould, 1849
- Cinclosome à dos fauve - Cinclosoma marginatum - Sharpe, 1883
- Cinclosome ajax - Cinclosoma ajax - (Temminck, 1836)
  - Cinclosoma ajax ajax (Temminck, 1836)
  - Cinclosoma ajax alare Mayr & Rand, 1935
  - Cinclosoma ajax goldiei (Ramsay, EP, 1879)